# Lysiopetalum euboeum
Lysiopetalum euboeum är en mångfotingart som beskrevs av Karl Wilhelm Verhoeff 1901. Lysiopetalum euboeum ingår i släktet Lysiopetalum och familjen Callipodidae. Inga underarter finns listade i Catalogue of Life.